# Monte William (islas Malvinas)
El monte William es una elevación situada en el este de la isla Soledad en las Islas Malvinas, a pocos kilómetros al suroeste del monte Tumbledown.

## Historia
Ubicada al oeste y muy próxima de la capital isleña y del cerro contiguo, se encuentra cerca del sitio de la batalla de Monte Tumbledown, un enfrentamiento militar que tuvo lugar durante la guerra de las Malvinas, durante el avance británico hacia Puerto Argentino/Stanley los días 13 y 14 de junio de 1982. De hecho, luego de la batalla, un grupo de gurkhas del ejército británico se desviaron desde Tumbledown, avanzando hacia el cerro Zapador para capturarlo e ingresar a la capital. Esto resultó en un breve tiroteo con las fuerzas argentinas. Tres infantes de marina argentinos fueron asesinados y 4 miembros de las tropas británicas fueron heridos, siendo las últimas bajas sufridas en la guerra. En la actualidad todavía se encuentran los campos minados y las trincheras producto de la guerra.